# Rakuten Japan Open Tennis Championships 2017
Rakuten Japan Open Tennis Championships 2017 — тенісний турнір, що проходив на кортах з твердим покриттям у місті Tokyo, Японія з 2 жовтня. Належав до категорії ATP World Tour 500, був турніром серії Japan Open (теніс) 2017 року.

## Фінальна частина

### Одиночний розряд
Давід Ґоффен —  Адріан Маннаріно 6–3, 7–5

### Парний розряд
Бен Маклахлан /  Ясутака Утіяма —  Джеймі Маррей /  Бруно Соарес 6–4, 7–6(7–1)